# Angostura trifoliata
Angostura trifoliata là một loài thực vật có hoa trong họ Cửu lý hương. Loài này được (Willd.) T.S.Elias mô tả khoa học đầu tiên năm 1970.